# Pau Bover Canyelles "Sipot"
Pau Bover Canyelles "Sipot". (Santa Maria del Camí, 1842 - 1907). Glosador.
De jove va treballar de picapedrer. Es va casar amb na Maria Frontera i va ser l'home de confiança d'Es Torrent Fals, s'Arboçar i Cas Frares. Va ser una persona d'una intensa religiositat. Va publicar la plagueta de gloses "A la memori de D. Rafel Caldentey de Manacor i Rector de Santa Maria ahon morí dia 1 de juny de 1887", una composició de 25 estrofes de vuit versos.
| «                   | Jesús, Josep i Maria donau-me descripció per explicar sa tristor que tengué Santa Maria quan vengué el funest dia que va morir el Rector homo qui amb tanta amor tot el poble dirigia. | » |
| — Pau Bpver "Sipot" | |   |

Va treballar una temporada a Formentor i quan va tornar va fer la següent glosa:
| «                   | Set setmanes de Corema vaig habitar a Formentor i vaig agafar més tristor que Cristo nostro senyor el dijous sant a la cena. | » |
| — Pau Bpver "Sipot" | |   |